# Cymodusa borealis
Cymodusa borealis är en stekelart som beskrevs av Sanborne 1990. Cymodusa borealis ingår i släktet Cymodusa och familjen brokparasitsteklar. Inga underarter finns listade i Catalogue of Life.